# Numerologi
 Der er for få eller ingen kildehenvisninger i denne artikel, hvilket er et problem. Du kan hjælpe ved at angive troværdige kilder til de påstande, som fremføres i artiklen.

Numerologi (af latin numerus og -logi, egentlig "læren om tal") er en pseudovidenskab, der forsøger at fastslå sammenhænge mellem bogstavkombinationer (ofte navne) og disses positive eller negative valør afgjort på grundlag af talberegninger. I numerologiske systemer har et alfabets bogstaver typisk hver en specifik talværdi, men det kan også forekomme at visse bogstavgrupper (fx vokaler eller alfabetiske naboer) tillægges samme værdi. Senest er kodeværdier i ASCII også anvendt numerologisk.
I dag benyttes numerologien oftest som grundlag for navneændringer for folk, der tror, at et givent personnavn har særlige uheldige implikationer; andre benytter det som basis i deres vurdering af, om personnavne, og dermed personer, passer sammen.
Tidligere var numerologien mere fremtrædende som en del af forskellige filosofiske og religiøse traditioners mystik. Således findes der eksempler på numerologi hos Pythagoras, i jødisk Kabbala og i Johannes' Åbenbaring (eksempelvis Dyrets tal).

## Skæbnetal
Indenfor numerologi er skæbnetal, grundtal eller grundvibration resultatet af en beregning, som udføres på cifrene af ens fødselsdag. Af fødselsdagens cifre beregnes tværsummernes tværsum så kun et ciffer haves: Fx 4-5-2001: 4+5+2+1= 12, 1+2= 3. Dette er personens fødselsdags skæbnetal: "3", men sammensætningen "12/3" ses også anvendt.